# بارتينيت (بلدة)
بارتينيت (بالأوكرانية: Партенiт)، (الروسية: Партенит)، (بالتتارية: Partenit)، (بالإغريقية: Παρθένιον): بلدة ساحلية من النمط المدني؛ تخضع للولاية الإدارية لمدينة الوشدة ذات الأهمية الإقليمية في الجزء الجنوبي من القرم. وهي منطقة مُعترف بها من قبل غالبية الدول كجزء من أوكرانيا، ومنذ 2014 احتلتها روسيا وضمتها للاتحاد على أنها جمهورية القرم. عدد سكانها 6,193 حسب تعداد 2014.
تقع شرق جبل أطلق عليه المتحدثون باللغة التركية اسم آيو داغ Ayu Dağ (الروسية: Медведь-гора): يعنيجبل الدب، تقع بارتينيت على قطعة أرض ساحلية مسطحة تماماً، على الرغم من أن التل يرتفع بسرعة كلما ابتعد المرء عن البحر. جزء كبير من الهندسة المعمارية للمدينة ذات طراز واقعي سوفييتي. السكان المقيمين الدائمين الحاليين هم إلى حد كبير من الروس والأوكرانيين، مع تدفق كبير من التتار والأرمن.

## التاريخ
في الأصل مستوطنة يونانية قديمة اسمها بارثينيوم (بالإغريقية: Παρθένιον)، الاسم مشتق من كلمة بارثينون. تم استيطانها أو غزوها لاحقًا من قبل القوط والترك والجنويين والتتار والألمان. إنه في بلد النبيذ. يشتهر مصنع "نبيذ ماساندرا" القريب بإنتاج باستاردو وأنواع النبيذ الأخرى.

## الجذب السياحى
يوجد في بارتينيت شاطئان. أحدهما هو الشاطئ العام وهو مجاني. الآخر ضمن ملكية المنتجع العسكري وهو أكبر بكثير. يستأجر معظم السياح شقة من مستأجر محلي، بلغ المعدل في الأعوام الأخيرة حوالي 20 دولارًا في اليوم لشقة تقع على بعد 10 دقائق من الشاطئ.
هناك العديد من الشركات التي تقدم رحلات للسياح بين البازار والشاطئ، إلى أجزاء مختلفة من القرم، بما في ذلك ماساندرا وليفاديا، بالإضافة إلى الشلالات. تمر جولة محلية عبر أيو داغ، لتتبع تاريخها من خلال الزلازل والآثار الماضية للكنائس القديمة للقوط. تم إنشاء واحدة من أولى المتنزهات الوطنية في أوكرانيا لحمايةآيو داغ.
من المعالم الشهيرة الأخرى مزرعة 28 شجرة زيتون، والتي تُعرف أيضًا باسم "28 زيتونًا قديمًا (بالأوكرانية: 28 стародавніх олив)، (الروسية: 28 древних олив)، والتي يُقدر عمرها بأكثر من 500 عام. يبلغ ارتفاع الأشجار 7-9 أمتار، وعرض الجذوع 2-3 أمتار.